# International Federation of Digital Seismograph Networks
L'International Federation of Digital Seismograph Networks, in sigla FDSN, è un'organizzazione intergovernativa a carattere mondiale, che si occupa di installare e mantenere in funzione reti di sismometri digitali a larga-banda a livello nazionale o globale. Ogni organizzazione che gestisce più di un sismometro a larga-banda  può aderirvi. I partecipanti accettano di coordinare l'ubicazione delle proprie stazioni e di fornire dati aperti (open access) e gratuiti. Questa cooperazione aiuta gli scienziati di tutto il mondo a promuovere il progresso delle scienze della terra e in particolare lo studio dell'attività sismica globale. FDSN partecipa a GEOSS (Sistema mondiale dei sistemi di osservazione della Terra).

## Formato dei dati
Gli obiettivi dell'FDSN relativi alla posizione e alla strumentazione delle stazioni sono di ottenere una buona distribuzione geografica, registrando dati con una risoluzione di 24 bit in serie temporali continue e con una frequenza di campionamento di almeno 20 campioni al secondo. FDSN è stato  determinante nello sviluppo di uno standard universale per la distribuzione dei dati delle onde sismiche e delle relative informazioni parametriche (QuakeML). Il formato SEED (Standard for Exchange of Earthquake Data) è il risultato di questo lavoro.